# Sofia da Grécia e Dinamarca
Sofia da Grécia e Dinamarca (Corfu, 26 de junho de 1914 – Munique, 3 de novembro de 2001) foi uma princesa grega, irmã do príncipe Filipe, Duque de Edimburgo, e tia do rei Carlos III do Reino Unido. A quarta filha do príncipe André da Grécia e Dinamarca e da princesa Alice de Battenberg, esteve, durante algum tempo, ligada ao regime nazista.

## Família
Pelo seu pai, Sofia era neta do rei Jorge I da Grécia e da sua consorte, a grã-duquesa Olga Constantinovna da Rússia. Pela sua avó paterna era trineta do imperador Nicolau I da Rússia. Através da sua mãe era trineta da rainha Vitória do Reino Unido e do príncipe Alberto de Saxe-Coburgo-Gota. A sua mãe era uma neta da princesa Alice do Reino Unido.
Sofia era irmã do príncipe Filipe, Duque de Edimburgo, marido e consorte da rainha Isabel II do Reino Unido. Também tinha três irmãs, a princesa Teodora, a princesa Cecília e a  princesa Margarida.

## Primeiro casamento
Sofia casou-se pela primeira vez com o príncipe Cristóvão de Hesse-Cassel no dia 15 de dezembro de 1930 em Kronberg, Berlim, Alemanha. Tinha 16 anos. Filho do príncipe Frederico Carlos de Hesse e da princesa Margarida da Prússia, Cristóvão era bisneto da rainha Vitória do Reino Unido e do príncipe Alberto de Saxe-Coburgo-Gota através da sua avó, a princesa Vitória, esposa do imperador Frederico III da Alemanha.
O casal teve cinco filhos:
| Nome                                | Nascimento             | Morte                  | Observações |
| ----------------------------------- | ---------------------- | ---------------------- | --- |
| Cristina Margarida de Hesse         | 10 de janeiro de 1933  | 22 de novembro de 2011 | Casou-se primeiro com o príncipe André da Jugoslávia em 1956, divorciando-se em 1962; com descendência. Casou-se depois com Robert Floris van Eyck, um artista londrino, em 1962; com descendência. |
| Doroteia Carlota Carina de Hesse    | 24 de julho de 1934    |                        | Casou-se em 1959 com Frederico, Príncipe zu Windisch-Grätz (1917-2002); com descendência. |
| Carlos Adolfo André de Hesse        | 26 de março de 1937    |                        | Casou-se em 1966 com Yvonne, Gräfin Szapáry von Muraszombath; com descendência. |
| Rainer Cristóvão Frederico de Hesse | 18 de novembro de 1939 |                        | Não se casou nem teve filhos. |
| Clarissa Alice de Hesse             | 6 de fevereiro de 1944 |                        | Casou-se em 1971 com Claude Jean Derrien de quem se divorciou em 1976. Teve uma filha de pai desconhecido em 1980.                                                                                  |

No dia 7 de outubro de 1943, Cristóvão morreu num acidente de avião nos Apeninos, perto de Forlì na Itália. O seu corpo foi encontrado dois dias depois. No entanto, o Almanaque de Gota (um livro de registo da nobreza e realeza) diz que ele foi morto em combate durante a invasão alemã à Itália durante a Segunda Guerra Mundial.

## Segundo casamento
Sofia voltou a casar-se a 23 de abril de 1946 com o príncipe Jorge Guilherme de Hanôver. Jorge era filho do duque Ernesto Augusto de Brunsvique e da sua esposa, a princesa Vitória Luísa da Prússia, a única filha das sete crianças do imperador Guilherme II da Alemanha e da princesa Augusta de Schleswig-Holstein.
Juntos tiveram três filhos:
| Nome                      | Nascimento            | Morte                 | Observações                                                 |
| ------------------------- | --------------------- | --------------------- | ----------------------------------------------------------- |
| Guelfo Ernesto de Hanôver | 25 de janeiro de 1947 | 10 de janeiro de 1981 | Casou-se em 1969 com Wibke van Gunsteren; com descendência. |
| Jorge de Hanôver          | 9 de dezembro de 1949 |                       | Casou-se em 1973 com Victoria Anne Bee; com descendência.   |
| Frederica de Hanôver      | 15 de outubro de 1954 |                       | Casou-se em 1979 com Jerry William Cyr; com descendência.   |

## Morte
Sofia morreu no dia 3 de novembro de 2001 em Munique, na Alemanha. O marido viveu mais tempo do que ela.